# Wata

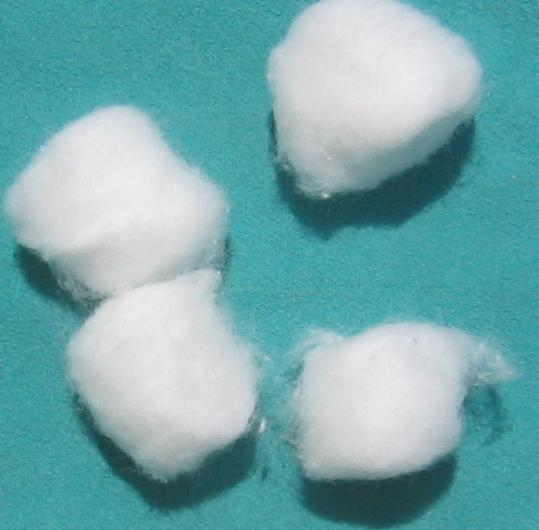
Waciki

Wata – zbite i nieregularnie poplątane, cienkie włókna bawełniane i (lub) wiskozowe. Służy do celów higienicznych i kosmetycznych, np. zmywania makijażu, usuwania lakieru z paznokci itp.
Watę jako środek opatrunkowy zastosował po raz pierwszy na świecie polski chirurg Ludwik Bierkowski.